# عملية فرديناند
كانت عملية فرديناند (Operation Ferdinand) عملية خداع عسكري استخدمها الحلفاء خلال الحرب العالمية الثانية. وشكلت جزءاً من عملية الحارس الشخصي، وهي خطة خداع استراتيجي كبرى كانت تهدف إلى خداع وإرباك القيادة الألمانية العليا بخطط غزو الحلفاء خلال عام 1944. تأَلفَت العملية من خطط إستراتيجية وتكتيكية كانت تهدُف إلى صرف الانتباه بعيداً عن مناطق إنزال عملية دراغون (Operation Dragon) في جنوب فرنسا عبر التهديد بغزو جنوة في إيطاليا. خَطَطّ العملية " يوجين سويني" فيما بين يونيو ويوليو 1944، واستمرت جارية حتى أوائل سبتمبر، وقد وصفت بأنها "أكبر خطة خداع إستراتيجي حققت نجاح تام من ضمن عمليات قسم القوة أ. لاسيما وأنها ساعدت الحلفاء في تحقيق مفاجأة تكتيكية شاملة خلال عمليات إنزالهم وحجزت القوات الألمانية في جنوة حتى أواخر يوليو.

## خلفية تاريخية
مقالة مفصلة: عملية الحارس الشخصي
شكلت عملية فرديناند جزءاً من عمليات الحارس الشخصي، ذلك الخداع العسكري الاستراتيجي الموسع الذي هَدَفّ إلى إرباك قيادة المحور العليا بنوايا الحلفاء خلال الإعداد لإنزال النورماندي. ولقد وردت معظم عمليات الخداع الرئيسية في مسرح الشرق الأوسط خلال بداية عام 1944 في نطاق عملية زبلن (والتي تشمل أيضاً عملية الثأر الفرعية)، والتي وسعت مخاطر غزو اليونان وجنوب فرنسا، بالإضافة إلى عملية السلسلة الملوكية، التي أجرت خداعاً سياسياً على إسبانيا وتركيا. وفي 14 يونيو، قرر الحلفاء القيام بعملية إنزال عسكري في جنوب فرنسا، تحت الاسم الرمزي عملية دراغون (آنفل سابقاً). كانت عمليتا السلسلة الملوكية وزبلن قد توقفتا، للتخفيف من تهديد غزو فرنسا، وتقرر استحداث خطة جديدة باسم (فرديناند) استحدثت للتغطية على عملية الغزو المنشود.
كان الحلفاء قد غزوا إيطاليا في سبتمبر 1943، وبحلول منتصف عام 1944 كانوا قد دفعوا الألمان إلى الخط القوطي في شمال البلاد. كان هدف عملية فرديناند إثارة تهديد بغزو جنوة، كجزء من هجوم الحلفاء المتوقع على الخط القوطي في أغسطس وسبتمبر عام 1944. بحيث تُترك القوات الألمانية في الريفييرا الفرنسية (التي تتعرض لتهديد عملية الثأر في الأساس) في راحة نسبية، ولكن بدون إشعارها بالأمان التام، خشية أن تُستحدث لتعزيز النورماندي. خَطَطّ للعملية قسم القوة 'أ'؛ المسؤول عن عمليات خداع الشرق الأوسط. ورسم الرائد يوجين جيه. سويني جزءاً كبيراً منها، وهو ضابط أيرلندي – أمريكي ناجح انضم إلى القسم في آخر عام 1943 ووُكلّ بمهمة تعلم فنون الخداع قبل انتهاء الحرب. وقد ساعد سويني خلال إقامته خارج العاصمة الجزائرية، في المقر الرئيسي المتقدم (الغربي) في تنفيذ العديد من عمليات الخداع. لعل أبرزها عملية أوكفيلد (Operation Oakfield)، خطة التغطية على عملية شينغل ومعركة أنزيو.
كان جون بيفان، مدير قسم مراقبة لندن (LCS)، قد قابلّ العقيد دادلي كلارك (مدير قسم القوة 'أ') في العاصمة الجزائرية في أول يونية لاتخاذ قرار بشأن عملية فرديناند. غادر بعدها إلى لندن بأربعة أيام، تاركاً قسم القوة 'أ' يُعد مسودة العملية. والتي صَدَقّ عليها المارشال هنري ويلسون، القائد الأعلى لقوات الحلفاء في مسرح عمليات البحر المتوسط. وفي شهر يوليو، انتقل مقر الجيش السابع الأمريكي (مجموعة الجيش المُعدة لعملية دراغون) من الجزائر إلى نابولي. يصحبه سويني، كرئيس للقيادة التكتيكية الثانية (Tac HQ No. 2) المُشكْلَة حديثًاً، حيث كلفهُ العقيد دادلي كلارك بالتركيز كُلياً على تخطيط عملية فرديناند. وعمل سويني على الخطة حتى قدم شكلها النهائي يوم 28 يوليو. وبرغم عدم اكتمالها حتى نهاية الشهر، إلا أن العملية دخلت حيز التنفيذ فور الموافقة على المسودة الأولى.

## العملية
كانت عملية فرديناند عبارة عن خطة معقدة، تتضمن استخدام معلومات مُضللة وخداعًا مادياً واسع النطاق. وكانت حبكتها الأساسية هي أن قوات الحلفاء قد ذُهلت من عدم تحريك الألمان لقواتهم من مسرح البحر المتوسط لتعزيز منطقة النورماندي. ولهذا، كانت خطط غزو جنوب فرنسا والبلقان تبدو أقل رغبةً. وعوضاً عن ذلك قرر قادة الحلفاء تركيز كل مواردهم على الحملة الإيطالية. بحيث سينزل الفيلق الأمريكي السادس، القوة الحقيقية المُعدة لعملية دراغون في جنوة. وفي تفس الوقت، فإن تشكيلات وهمية، مثل الجيش السابع والفرقة البريطانية الخامسة المحمولة جواً، ستدعم الدفعات الهجومية على طول الجبهة الإيطالية وستهدد أهدافاً في البلقان. فعْلّت عملية فرديناند أيضاً بعض تهديدات عملية زبلن ضد تركيا جنباً إلى الجيشين البريطانيين التاسع والثاني الوهميين.
كان أساس العملية فرديناند تشكيل تهديد بغزو جنوة. فقد أظهر اعتراض رسائل أبفير (الاستخبارات العسكرية الألمانية) أنها أدرجتها كواحدة من المناطق الرئيسية التي من المتوقع أن يهاجمها الحلفاء. [14] فلم يكن من الممكن إخفاء تعاظم القوات البحرية والبرمائية في المنطقة، والتي كان من السهل ملاحظتها من قبل الاستطلاع الجوي الألماني. ولهذا حدد القادة الألمان كلاً من جنوة وجنوب فرنسا فقط كأهداف منطقية للغزو، وبذلك كانت مهمة عملاء الحلفاء المزدوجين هي إقناعهم بأن الهدف الأول هو الهدف الحقيقي. وظلت عملية الخداع قائمة إلى تاريخ الغزو نفسه، متضمنة خدعة تكتيكية. حيث سافر الأسطول المُعد لعملية دراغون في مساره باتجاه جنوة حتى وقت متأخر من ليلة 14 أغسطس، وعندها تحول غربًا نحو هدفه الحقيقي.
استمر تهديد عملية فرديناند قائماً حتى الثامن من سبتمبر، وذلك لدعم جهود الحلفاء في فرنسا وإيطاليا. كانت هذه العملية هي آخر عملية رئيسية لقسم القوة 'أ'، وقد اتُبعت بعملية موجزة باسم Braintree ولكنها لم تنفذ قط نظراً لأن الاستراتيجية الشاملة لعملية الحارس الشخصي وضعت أوزارها بنهاية أغسطس.

## عمليات ذات صلة
في نفس وقت تنفيذ عملية فرديناند، أدارت القيادة التكتيكية الثانية عملية أوترنغتون (Operation Otterington). وهي عملية خداع موجهة ضد ريميني في شرق إيطاليا، كدعم للهجوم المقترح من الجنرال هارولد ألكسندر على مركز الخط القوطي. مطورة بذلك تكتيك كماشة، جنباً إلى جنب تهديد عملية فرديناند من ناحية الغرب. لكن، بمجرد البدء في عملية أوترنغتون، مع تزايد كبير في المركبات الوهمية، غير ألكسندر خططه وقرر الدفع بالهجوم تجاه ريميني. وعلى أثر ذلك استحدث الجنرال دادلى كلارك عملية أولستر (Operation Ulster)، وهي خدعة مزدوجة تقرر فيها الكشف عن عملية أوترينغتون كعملية مصطنعة على أمل أن يصرف ذلك الانتباه عن هذا القطاع.

## تأثير العملية
نجحت عملية فرديناند في جعل الاستخبارات العسكرية الألمانية للجبهة الغربية (Fremde Heere West)، التي يشار إليها أيضاً باسم FHW تتوقع إنزالاً عسكرياً في جنوة. ففي أواخر يوليو وأوائل أغسطس، أوضح التزايد في عدد القوات في إيطاليا بما يدعو للشك بأن غزواً بحرياً على وشك الحدوث، وأن عملية الخداع نجحت في جعل ذلك يمثل خطراً حقيقياً بغزو جنوة. وكنتيجة لذلك، حقق الإنزال العسكرى لعملية دراغون مفاجئة تكتيكية كاملة. وفي خضم حديثه عن تاريخ الاستخبارات البريطانية زمن الحرب، يصف المؤرخ مايكل هاورد العملية بأنها «أكثر العمليات الاستراتيجية نجاحاً لقسم القوة أ». ومع ذلك، فأنه يشير إلى أن القوة الكبيرة المستخدمة في عملية دراغون تعني أن عنصر المفاجأة كان أقل أهمية مقارنة مع اليوم-دى.